# Orthotrichum erubescens
Orthotrichum erubescens là một loài Rêu trong họ Orthotrichaceae. Loài này được Müll. Hal. mô tả khoa học đầu tiên năm 1897.